# Gustav Jahn (Unternehmer)
Gustav Heinrich Rudolph Jahn (* 2. Juni 1806 in Chemnitz; † 1862) war ein sächsischer Kaufmann und Unternehmer.

## Leben
Er wurde als Sohn des Chemnitzer Kaufmanns Heinrich Carl Jahn (1777–1823) und dessen Ehefrau Dorothea geborene Becker (1777–1849) geboren, der dort eine Textilhandlung und ab 1820 zusätzlich eine Wachstuchfabrik betrieb. Sein Onkel war der Großindustrielle Christian Gottfried Becker, in dessen Baumwollspinnerei in Chemnitz rund 2500 Beschäftigte tätig waren. Da Letzterer kinderlos starb, fiel Jahns Mutter ein nicht unbeträchtlicher Erbanteil zu, darunter ein repräsentatives Wohnhaus am Markt in Chemnitz (Markt 14).
1830 leistete Gustav Jahn den Bürgereid in Chemnitz und handelte als Bürger zunächst mit Garnen. 1836 heiratete er Louise Wilhelmine Bellger.
Gustav Jahn pachtete im Jahre 1838 die Gebäude des ehemaligen Drahthammers in Mittweida im Kreisamt Schwarzenberg. Geplant hatte er zunächst mit seinem Geschäftspartner August Bauer den Umbau des Hammers zu einer Strumpffabrik. Ein Jahr später gelang es ihm, ein 10 Jahre gültiges Privileg zum Bau rotierender Strumpfstühle zu erhalten, auf denen neben Strümpfen auch Unterhosen und -röcke hergestellt werden konnten, die er mehrfach auf Gewerbeausstellungen präsentierte. Bereits 1841 stellte Jahn jedoch die Produktion auf die maschinelle Anfertigung von Nägeln um, ohne dafür eine Gewerbekonzession vom sächsischen Staat zu besitzen. Nach entsprechender Anzeige beantragte er erst 1844 nachträglich die Konzessionserteilung dafür bei der Kreisdirektion Zwickau. Diese wurde ihm mit der Auflage gestattet, nur Nagelschmiede zu beschäftigen, die einer Zunft angehörten. Da sich Jahn nicht daran hielt, erfolgte am 29. März 1848 in der Märzrevolution 1848 ein Maschinensturm („Nagelschmiedeaufstand“) zur Zerstörung seiner Maschinennagelfabrik. Zuvor war am gleichen Tag bereits die Nagelfabrik von Leinbrock & Zimmermann in Elterlein von den Aufständischen zerstört worden.
Jahn gelang die Flucht und er kehrte mit seiner Familie wieder nach Chemnitz zurück, wo er vom sächsischen Landtag einen großzügigen Kredit zum Wiederaufbau seiner zerstörten Fabrik bewilligt erhielt. 1849 verließ Gustav Jahn das Königreich Sachsen und ließ sich im anhaltischen Dessau nieder, wo er 1849 zunächst eine Nagelfabrik und 1850 gemeinsam mit seinem späteren Schwiegersohn Julius Arendt eine Maschinenfabrik (Jahn & Co. bzw. Jahn & Arendt) eröffnete. Seine Nagelfabrik in Mittweida verpachtete er hingegen ab 1854 an die Firma Nestler & Breitfeld. Gegen die Dessauer Nagelfabrik gab es von Anfang an Proteste, so dass Jahn diese schnell wieder aufgab.
Seit 1862 gilt Gustav Jahn als verschollen. Der Besitz im Erzgebirge wurde 1864 verkauft.